# Simulium santomi
Simulium santomi är en tvåvingeart som beskrevs av Mustapha 2004. Simulium santomi ingår i släktet Simulium och familjen knott.
Artens utbredningsområde är São Tomé. Inga underarter finns listade i Catalogue of Life.